# Хлум у Требоњу
Хлум у Требоњу (чеш. Chlum u Třeboně) је насељено мјесто са административним статусом варошице (чеш. městys) у округу Јиндрихув Храдец, у Јужночешком крају, Чешка Република.

## Становништво
Према подацима о броју становника из 2014. године насеље је имало 2.030 становника.